# SkyGrabber
SkyGrabber ist eine kommerzielle Software der russischen Firma SkySoftware zum indirekten Speichern von Satellitendatenströmen.

## Unterstützte Hardware
- DVBWorld
- TBS/QBOX
- Azureware
- TechniSat
- TechnoTrend
- Genitech
- TeVii

## SkyGrabber Leistungen
- Informationsfilter für mp3, avi, mpg
- Informationsfilter über IP- und MAC-Adressen
- Unterstützung von TCP, GPE, IP, MPE-Datenpaketen
- Unterstützung von Kazaa und Gnutella
- Zugriff auf HTTP (200, 206)
- Unterstützung von Dreamboxes

Ende 2009 wurde bekannt, dass die Software dazu genutzt werden kann, die Kommunikation amerikanischer Aufklärungs- und Spionagedrohnen mit ihren Bodenstationen aufzuzeichnen.